# Orbit Culture
Orbit Culture är ett svenskt metalband från Eksjö, bildat år 2013. Bandet har släppt tre studioalbum och tre EP:s.
Orbit Culture bildades av sångaren och gitarristen Niklas Karlsson och gitarristen Maximilian Zinsmeister. De träffade varandra genom gemensamma vänner vid 17 års ålder och bestämde sig för att bilda ett band. Vid den tiden spelade Maximilian i ett annat lokalt band, Abstract Noise, och han rekryterade trummisen Markus Bladh och senare kom Christoffer Olsson med för att spela basgitarr.
Orbit Culture har influenser från band som Metallica, Gojira och Behemoth.
År 2019 gjorde bandet sin första turné, detta med Rivers of Nihil, Black Crown Initiate och MØL. Den 20 september 2019 gjorde bandet sin första spelning utanför Sverige då de uppträdde i Berlin på the Rivers of Nihil Tour.I december 2023, efter släppet av The Forgotten EP, tillkännagav bandet sin första EU/UK-turné som huvudakt, "Descending Into Madness Tour 2024", med banden Bite Down och Defects som förband.

## Medlemmar
Nuvarande medlemmar
- Niklas Karlsson – sång, gitarr (2013–)
- Richard Hansson – gitarr (2016–)
- Fredrik Lennartsson – basgitarr (2016–)
- Christopher Wallerstedt - trummor (2019–)

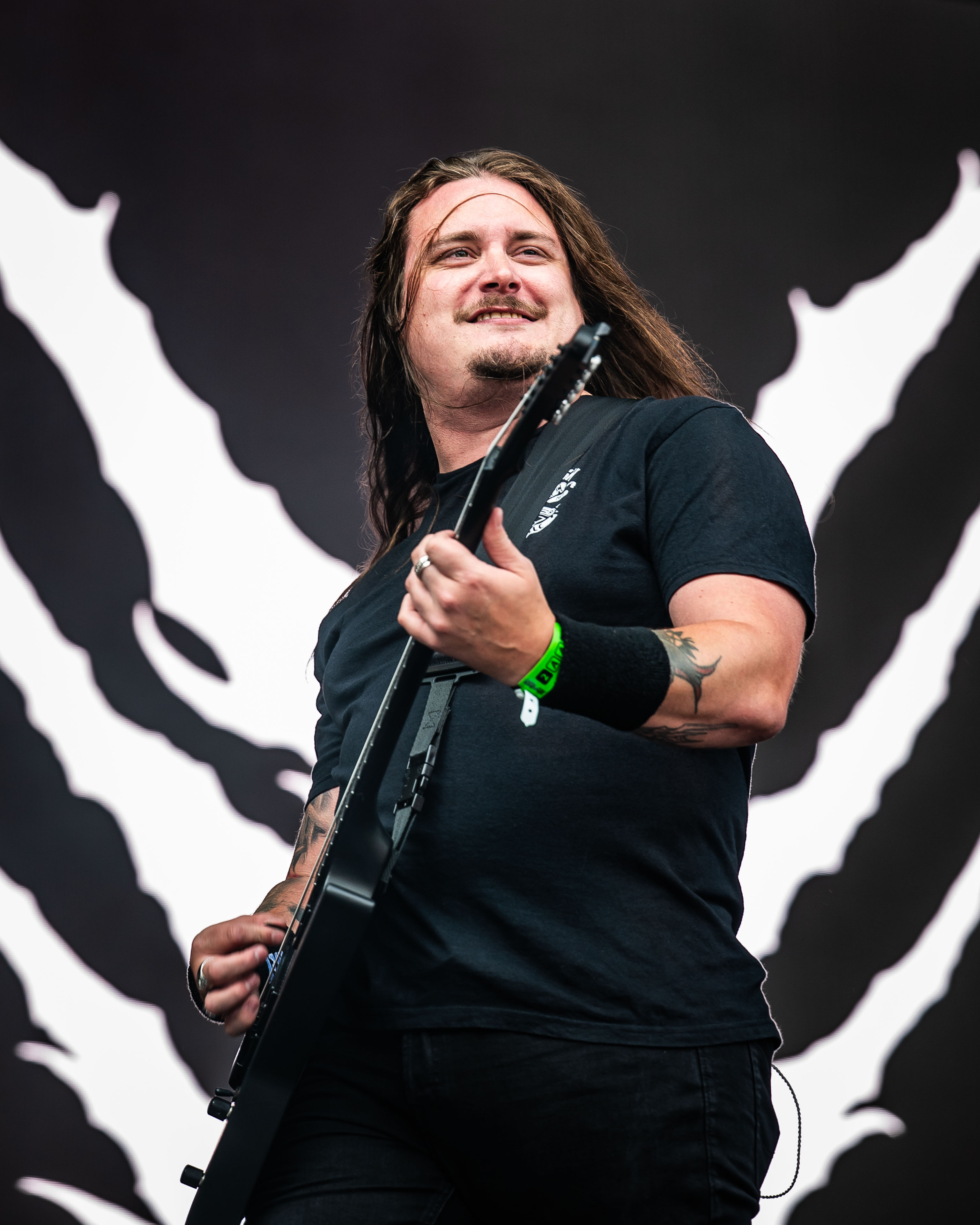
Niklas Karlsson
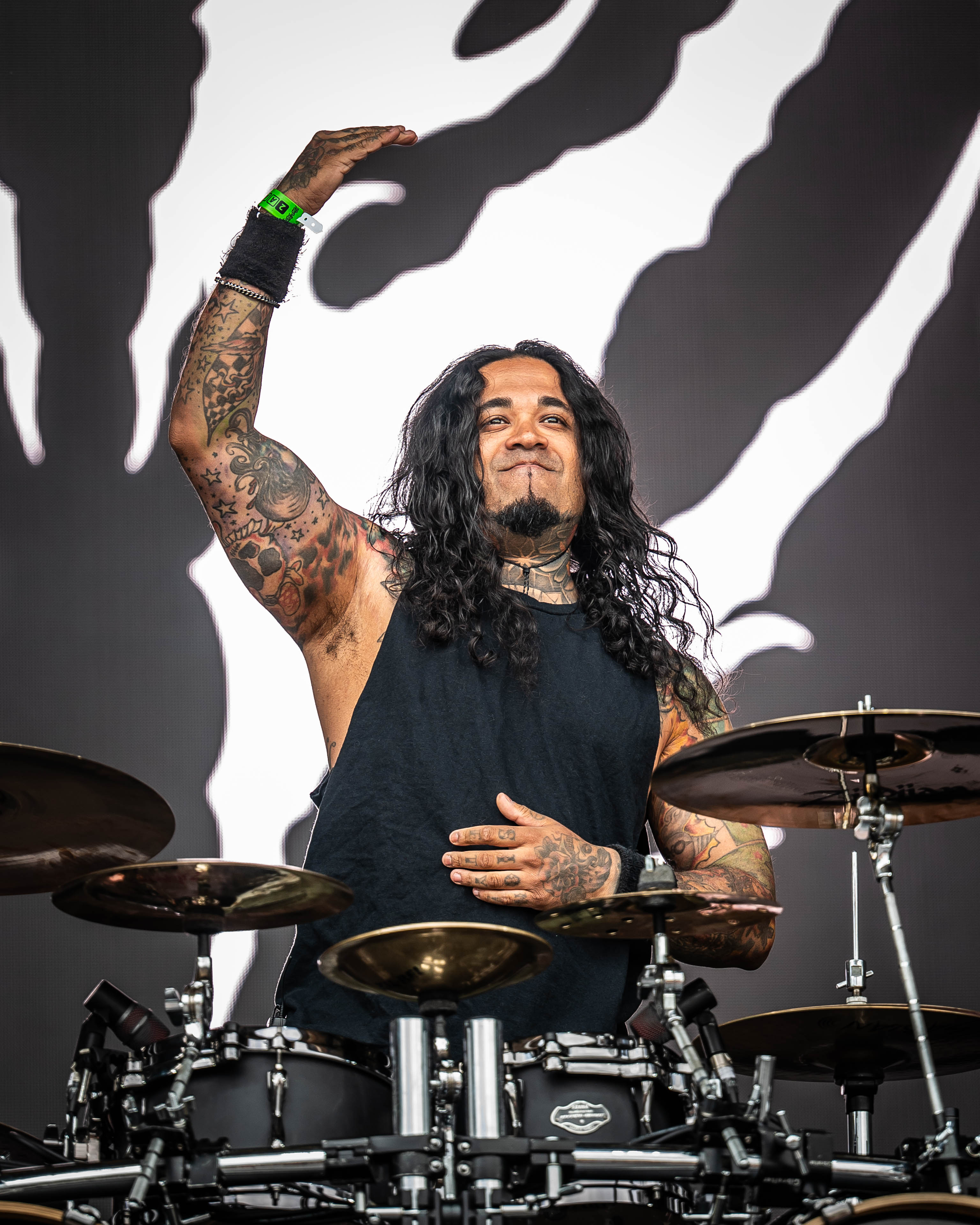
Christopher Wallerstedt
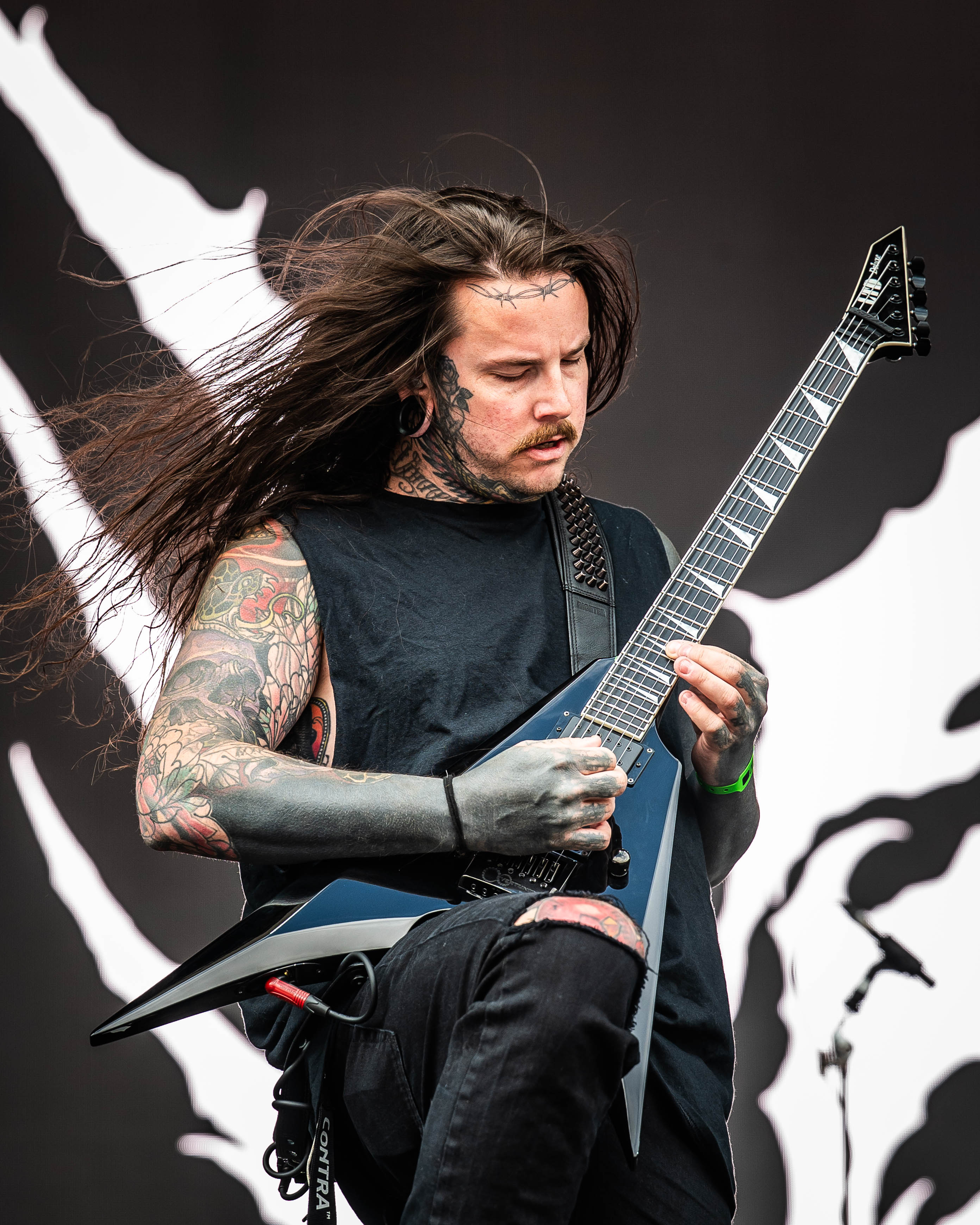
Richard Hansson
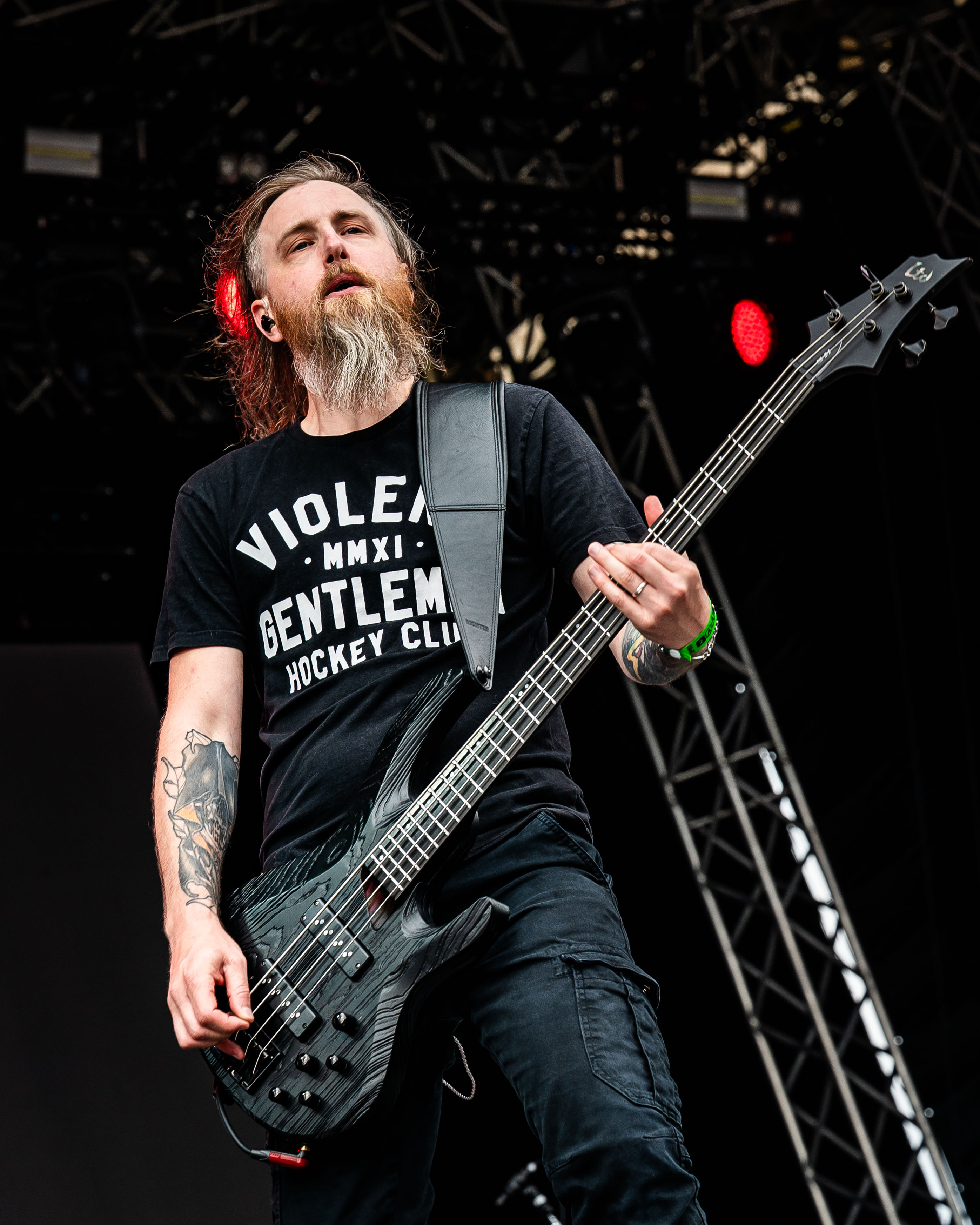
Fredrik Lennartsson

Tidigare medlemmar
- Christoffer Olsson - basgitarr (2013–2016)
- Maximilian Zinsmeister - gitarr (2013–2016)
- Markus Bladh - trummor (2013–2019)

## Diskografi
Studioalbum
- In Medias Res (2014)
- Rasen (2016)
- Nija (2020)
- Descent (2023)

EP:s
- Odyssey (2013)
- Redfog (2018)
- Shaman (2021)
- The Forgotten (2023)